# Scey-sur-Saône-et-Saint-Albin
Scey-sur-Saône-et-Saint-Albin és un municipi francès situat al departament de l'Alt Saona i a la regió de Borgonya - Franc Comtat. L'any 2007 tenia 1.645 habitants.

## Demografia

### Població
El 2007 la població de fet de Scey-sur-Saône-et-Saint-Albin era de 1.645 persones. Hi havia 675 famílies, de les quals 198 eren unipersonals (91 homes vivint sols i 107 dones vivint soles), 250 parelles sense fills, 203 parelles amb fills i 24 famílies monoparentals amb fills.
La població ha evolucionat segons el següent gràfic:
Habitants censats

### Habitatges
El 2007 hi havia 794 habitatges, 688 eren l'habitatge principal de la família, 44 eren segones residències i 62 estaven desocupats. 596 eren cases i 180 eren apartaments. Dels 688 habitatges principals, 444 estaven ocupats pels seus propietaris, 225 estaven llogats i ocupats pels llogaters i 20 estaven cedits a títol gratuït; 30 tenien una cambra, 47 en tenien dues, 104 en tenien tres, 157 en tenien quatre i 351 en tenien cinc o més. 453 habitatges disposaven pel capbaix d'una plaça de pàrquing. A 337 habitatges hi havia un automòbil i a 245 n'hi havia dos o més.

### Piràmide de població
La piràmide de població per edats i sexe el 2009 era:
| Homes | Edats   | Dones |
| ----- | ------- | ----- |
| 0     | 95 o +  | 16    |
| 4     | 90 a 94 | 8     |
| 20    | 85 a 89 | 28    |
| 20    | 80 a 84 | 24    |
| 24    | 75 a 79 | 28    |
| 16    | 70 a 74 | 56    |
| 44    | 65 a 69 | 44    |
| 52    | 60 a 64 | 56    |
| 52    | 55 a 59 | 32    |
| 60    | 50 a 54 | 48    |
| 56    | 45 a 49 | 40    |
| 40    | 40 a 44 | 60    |
| 68    | 35 a 39 | 56    |
| 40    | 30 a 34 | 36    |
| 52    | 25 a 29 | 44    |
| 44    | 20 a 24 | 48    |
| 16    | 15 a 19 | 80    |
| 28    | 10 a 14 | 52    |
| 48    | 5 a 9   | 56    |
| 40    | 0 a 4   | 32    |

## Economia
El 2007 la població en edat de treballar era de 1.001 persones, 719 eren actives i 282 eren inactives. De les 719 persones actives 653 estaven ocupades (374 homes i 279 dones) i 67 estaven aturades (26 homes i 41 dones). De les 282 persones inactives 106 estaven jubilades, 88 estaven estudiant i 88 estaven classificades com a «altres inactius».

### Ingressos
El 2009 a Scey-sur-Saône-et-Saint-Albin hi havia 681 unitats fiscals que integraven 1.592 persones, la mediana anual d'ingressos fiscals per persona era de 16.494 €.

### Activitats econòmiques
Dels 71 establiments que hi havia el 2007, 2 eren d'empreses extractives, 2 d'empreses alimentàries, 5 d'empreses de fabricació d'altres productes industrials, 11 d'empreses de construcció, 18 d'empreses de comerç i reparació d'automòbils, 7 d'empreses de transport, 4 d'empreses d'hostatgeria i restauració, 1 d'una empresa financera, 2 d'empreses immobiliàries, 6 d'empreses de serveis, 10 d'entitats de l'administració pública i 3 d'empreses classificades com a «altres activitats de serveis».
Dels 28 establiments de servei als particulars que hi havia el 2009, 1 era una oficina d'administració d'Hisenda pública, 1 gendarmeria, 1 oficina de correu, 1 una oficina bancària, 2 tallers de reparació d'automòbils i de material agrícola, 1 autoescola, 1 paleta, 2 guixaires pintors, 2 fusteries, 4 lampisteries, 2 electricistes, 3 perruqueries, 5 restaurants i 2 agències immobiliàries.
Dels 10 establiments comercials que hi havia el 2009, 1 era un hipermercat, 1 una botiga de més de 120 m², 1 una botiga de menys de 120 m², 2 carnisseries, 1 una peixateria, 1 una llibreria, 1 una sabateria i 2 floristeries.
L'any 2000 a Scey-sur-Saône-et-Saint-Albin hi havia 11 explotacions agrícoles que ocupaven un total de 390 hectàrees.

## Equipaments sanitaris i escolars
El 2009 hi havia 1 farmàcia i 1 ambulància.
El 2009 hi havia 1 escola maternal i 1 escola elemental. Scey-sur-Saône-et-Saint-Albin disposava d'un col·legi d'educació secundària amb 464 alumnes.

## Poblacions més properes
El següent diagrama mostra les poblacions més properes.